# Friedrich Beuel
Friedrich Beuel (* 25. Mai 1929 in Trier; † 25. November 2008) war ein deutscher SED- und FDGB-Funktionär. Er war Vorsitzender des Bezirksvorstandes Frankfurt (Oder) des FDGB und Bezirkstagsabgeordneter.

## Leben
Beuel, Sohn einer Arbeiterfamilie, besuchte die Volksschule, anschließend erlernte er den Beruf des Holzarbeiters und war in diesem tätig.
1948 trat er der SED bei. 1950/51 wirkte er als Kulturleiter des VEG Priefel. 1951/52 studierte er an der Parteihochschule „Karl Marx“ in Berlin und war im Anschluss 1953/54 Instrukteur des ZK. Von 1954 bis 1956 war er Parteisekretär in Hangelsberg, dann 1956/57 Abteilungsleiter bei der SED-Kreisleitung Fürstenwalde. Von 1957 bis 1961 fungierte er als Zweiter Sekretär der SED-Kreisleitung Fürstenwalde, dann von 1961 bis 1964 als Erster Sekretär der SED-Kreisleitung Strausberg. Von 1964 bis 1966 studierte er an der Hochschule für Ökonomie Berlin. Sein Studium schloss er als Diplom-Wirtschaftler ab. Von 1966 bis 1971 fungierte er als Erster Sekretär der SED-Kreisleitung Bernau sowie von 1971 bis 1978 Erster Sekretär der SED-Kreisleitung Eberswalde. Ab 1971 war er Mitglied der SED-Bezirksleitung Frankfurt (Oder) und zeitweise auch Mitglied ihres Sekretariats. Ab 1976 war er auch Abgeordneter des Bezirkstages Frankfurt (Oder).
Am 15. Februar 1979 wurde Beuel – als Nachfolger von Otto Schmidt – Vorsitzender des Bezirksvorstandes Frankfurt (Oder) des FDGB und im Mai 1979 auch in den Bundesvorstand des FDGB kooptiert. 1989 wurde er als Vorsitzender des Bezirksvorstandes von Günter Kallweit abgelöst.

## Auszeichnungen
- Vaterländischer Verdienstorden in Silber (1976)